# Alacskai úti lakótelep
Alacskai úti lakótelep (/ˈɒlɒtʃkɒiˈuːtiˈlɒkoːtɛlɛp/) est un quartier situé dans le 18e arrondissement de Budapest, aux abords de Vecsés en extrême périphérie. 